# Клусіти-Великі
Клусіти-Великі (пол. Kłusity Wielkie, нім. Groß Klaussitten) — село в Польщі, у гміні Лідзбарк-Вармінський Лідзбарського повіту Вармінсько-Мазурського воєводства.
Населення — 1 особа (2011).
У 1975-1998 роках село належало до Ольштинського воєводства.

## Демографія
Демографічна структура станом на 31 березня 2011 року:
|          | Загалом | Допрацездатний вік | Працездатний вік | Постпрацездатний вік |
| -------- | ------- | ------------------ | ---------------- | -------------------- |
| Чоловіки | 0       | 0                  | 0                | 0                    |
| Жінки    | 1       | 0                  | 0                | 1                    |
| Разом    | 1       | 0                  | 0                | 1                    |